# Lygidea rubecula
Lygidea rubecula är en insektsart som först beskrevs av Philip Reese Uhler 1895.  Lygidea rubecula ingår i släktet Lygidea och familjen ängsskinnbaggar.

## Underarter
Arten delas in i följande underarter:
- L. r. rubecula
- L. r. infuscata